# Familie Woezel
Familie Woezel is een artistiek kunstwerk in Amsterdam-Noord.

De creatie van Marijke van Lis staande voor de flat Tjasker in Molenwijk vormt samen met de Woezel in Zaanhof, Amsterdam,-West. een (gespleten) eenheid. Naar aanleiding van een grotere woezel (Woezelflat) in 1972 op de Floriade 1972 lichtte kunstenares het toe. Die woezel was gebaseerd uit een zin uit Winnie de Poeh van A. A. Milne, waarbij Winnie  door een bos liep en constateerde dat er "Hier lopen wilde woezels rond". De Tijd van 9 september 1972 over Woezels: 
De woezels van nu zijn speelse wonderbeesten van polyester waar kinderen op kunnen klimmen, zitten, schommelen en glijden en die op een ontwapende manier een grauwe vervelingswijk nieuw leven geven.
De drie felkleurige beelden kwamen hier na inrichting van de nieuwbouwwijk Molenwijk. Er was behoefte aan speelgelegenheid voor de kinderen, die er onder meer kwam in de hoedanigheid van speeltoestellen van Aldo van Eyck. Van Lis was echter van een andere generatie die meer felle kleuren wilde in plaats van de grijze toestellen van Van Eyck.  
Marijke van Lis had sociale psychologie gestudeerd, trouwde met Rob Ouëndag, met wie ze drie kinderen kreeg. Het gezin vestigde zich in een van de wijken die niet op kinderen berekend was, zeker niet op contacten tussen kinderen onderling. Zij stichtte daarop een "peuterzaal nieuwe stijl" met speelgelegenheden. Een eerste versie van een woezel bleek niet stevig genoeg, waarop Van Lis zich liet bijscholen in/door een kunststofverwerkende fabriek.

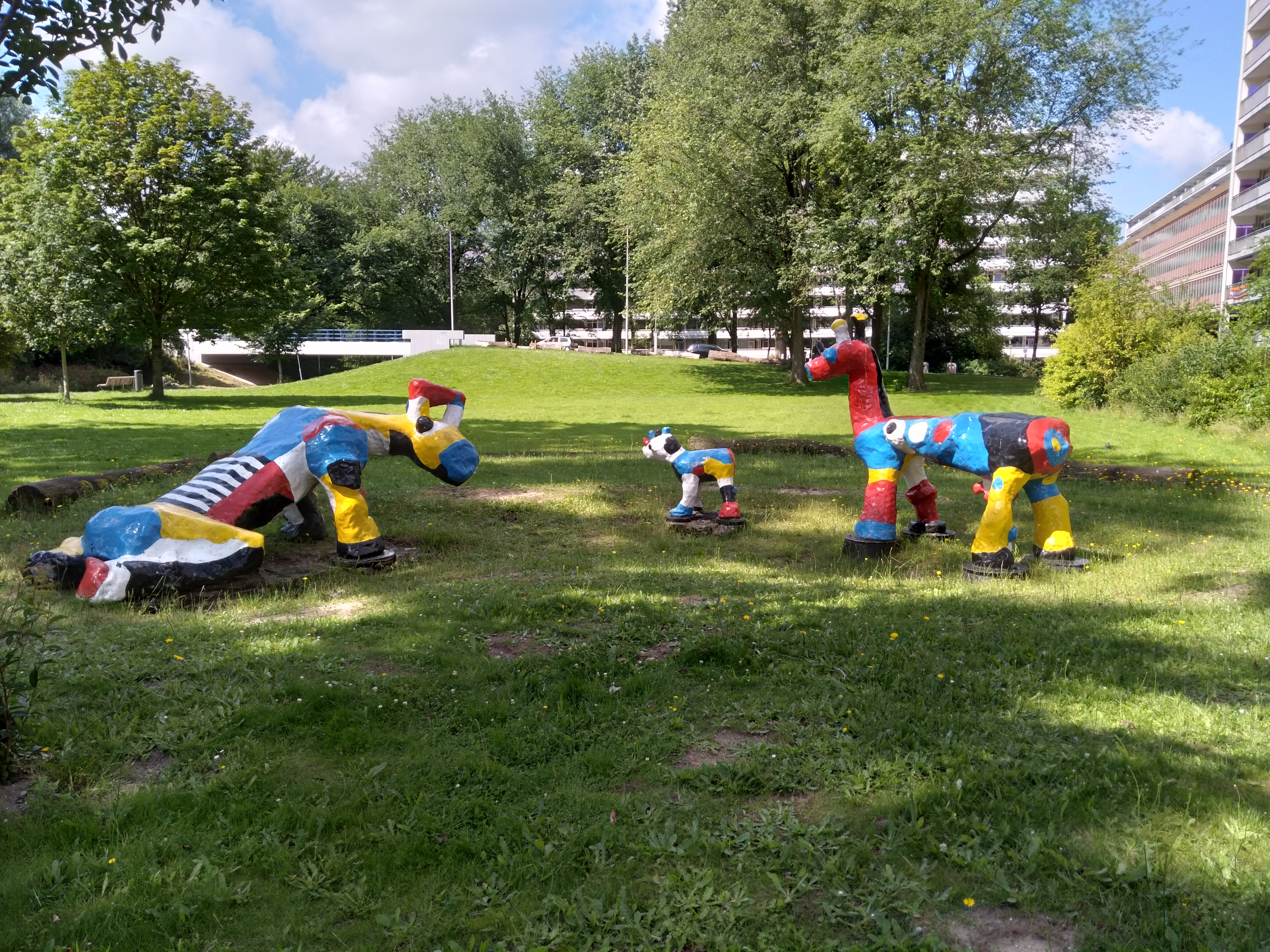
Familie in juli 2021

Ook Zoetermeer heeft een Woezel.